# 吴朗西
吴朗西（1904年—1992年），重庆开县人，翻译家、出版家。

## 生平
1921年，吴朗西在上海、杭州求学。1925年留学日本。九一八事件后回国。1932年前往福建的泉州平民中学教书。1934年，在上海的《美术生活》担任文学编辑。同年又在擔任《漫画生活》编辑期间，吴朗西認識了鲁迅、茅盾、巴金、老舍、张天翼、黎烈文、丽尼等作家。1935年5月，在上海创办文化生活出版社并任总经理。鲁迅逝世后，吴朗西是扶灵者之一。中華人民共和國建国后，吴朗西加入中国民主促进会並且历任文化生活出版社主任委员以及新文艺出版社、人民文学出版社上海分社编辑室副主任、上海译文出版社编辑。